# Consejo Legislativo del Estado Yaracuy
El Consejo Legislativo del Estado Yaracuy es el órgano del poder legislativo regional del Estado Yaracuy de Venezuela.
El concejo es unicameral y está compuesto por nueve (9) diputados o legisladores regionales que son electos cada 4 años, bajo un sistema mixto de representación, por un lado se eligen un grupo de diputados por lista bajo el método D'Hont a nivel estatal y por otro lado se eligen por voto directo candidatos nominales por circunscripción definida, pudiendo ser reelegidos para nuevos períodos consecutivos, y con la posibilidad de ser revocados a la mitad de su período constitucional.

## Sede
El Palacio Legislativo del Estado Yaracuy y sede de las sesiones del consejo se encuentra en la Avenida 6 con Calle 9 de San Felipe, ciudad capital del Estado Yaracuy.

## Funciones
La Cámara elige de su seno, una Junta Directiva integrada por un Presidente y un Vicepresidente, adicionalmente se elige a un Secretario fuera de su seno. Al igual que en la Asamblea Nacional, el Parlamento regional conforma Comisiones permanentes de trabajo que se encargan de analizar los diferentes asuntos que las comunidades plantean, ejerciendo la vigilancia de la administración del Estado con el auxilio de la Contraloría General del Estado, así como la discusión y aprobación de los presupuestos de la cámara y del poder ejecutivo.
Las funciones de los consejos legislativos regionales de Venezuela se detallan en la Ley Orgánica de los Consejos Legislativos de los Estados publicada en Gaceta Oficial de la República Bolivariana de Venezuela del 13 de septiembre de 2001

## Composición de la VI Legislatura (2025-2029) - Actual
| Alianza / Partido Político         | Alianza / Partido Político            | Diputados |
| ---------------------------------- | ------------------------------------- | --------- |
| Gran Polo Patriótico Simón Bolívar | Gran Polo Patriótico Simón Bolívar    | 7         |
|                                    | Partido Socialista Unido de Venezuela | 7         |
| Mesa de la Unidad Democrática      | Mesa de la Unidad Democrática         | 1         |
|                                    | Unidad                                | 1         |
| Alianza Democrática                | Alianza Democrática                   | 1         |
|                                    | Alianza Democrática                   | 1         |

## Legislaturas Previas
El tamaño del legislativo regional del Estado Anzoátegui ha variado a lo largo de las legislaturas. En la I y II legislatura, el Consejo Legislativo se componía de 11 diputados. En la III legislatura pasaron a ser 13 diputados, y desde la IV legislatura son 15 diputados.

### I Legislatura (2000-2004)
En las elecciones de julio de 2000 de los 7 escaños disputados del Consejo Legislativo, la alianza de Convergencia y LAPY obtuvo mayoría absoluta (6 de 7 legisladores)
| Alianza / Partido Político | Alianza / Partido Político  | Diputados |
| -------------------------- | --------------------------- | --------- |
| Revolución Bolivariana     | Revolución Bolivariana      | 1         |
|                            | Movimiento Quinta República | 1         |
| Coordinadora Democrática   | Coordinadora Democrática    | 6         |
|                            | Convergencia                | 2         |
| LAPY                       | LAPY                        | 4         |

### II Legislatura (2004-2008)
En las elecciones de octubre de 2004 la alianza Comvergencia-LAPY (opositora al nuevo Gobernador del Estado) consiguió 5 de los 7 escaños de la legislatura
| Alianza / Partido Político | Alianza / Partido Político | Diputados |
| -------------------------- | -------------------------- | --------- |
| Coordinadora Democrática   | Coordinadora Democrática   | 5         |
|                            | Convergencia               | 3         |
| LAPY                       | LAPY                       | 2         |
| Revolución Bolivariana     | Revolución Bolivariana     | 2         |
|                            | Patria para Todos          | 2         |

### III Legislatura (2008-2012)
En las elecciones regionales realizadas el 23 de noviembre de 2008, la coalición entre UVE-PSUV alcanzó la mayoría absoluta con 6 de 7 legisladores
| Alianza / Partido Político    | Alianza / Partido Político            | Diputados |
| ----------------------------- | ------------------------------------- | --------- |
| Polo Patriótico               | Polo Patriótico                       | 6         |
|                               | Partido Socialista Unido de Venezuela | 2         |
| UVE                           | Unidad de Vencedores Electorales      | 4         |
| Mesa de la Unidad Democrática | Mesa de la Unidad Democrática         | 1         |
|                               | Convergencia                          | 1         |

### IV Legislatura (2013-2017)
En las elecciones regionales realizadas el 16 de diciembre de 2012 el PSUV logró 6 de los 7 escaños en disputa.
| Alianza / Partido Político    | Alianza / Partido Político            | Diputados |
| ----------------------------- | ------------------------------------- | --------- |
| Polo Patriótico               | Polo Patriótico                       | 6         |
|                               | Partido Socialista Unido de Venezuela | 6         |
| Mesa de la Unidad Democrática | Mesa de la Unidad Democrática         | 1         |
|                               | Unidad                                | 1         |

### V Legislatura (2018-2021)
En las elecciones realizadas el 20 de mayo de 2018 el PSUV logró obtener la totalidad de los escaños en disputa, explicado principalmente por la decisión de los principales partidos políticos, opositores al gobierno de Nicolás Maduro, de no participar en las elecciones
| Alianza / Partido Político | Alianza / Partido Político            | Diputados |
| -------------------------- | ------------------------------------- | --------- |
| Gran Polo Patriótico       | Gran Polo Patriótico                  | 9         |
|                            | Partido Socialista Unido de Venezuela | 9         |